# 聖餐禮

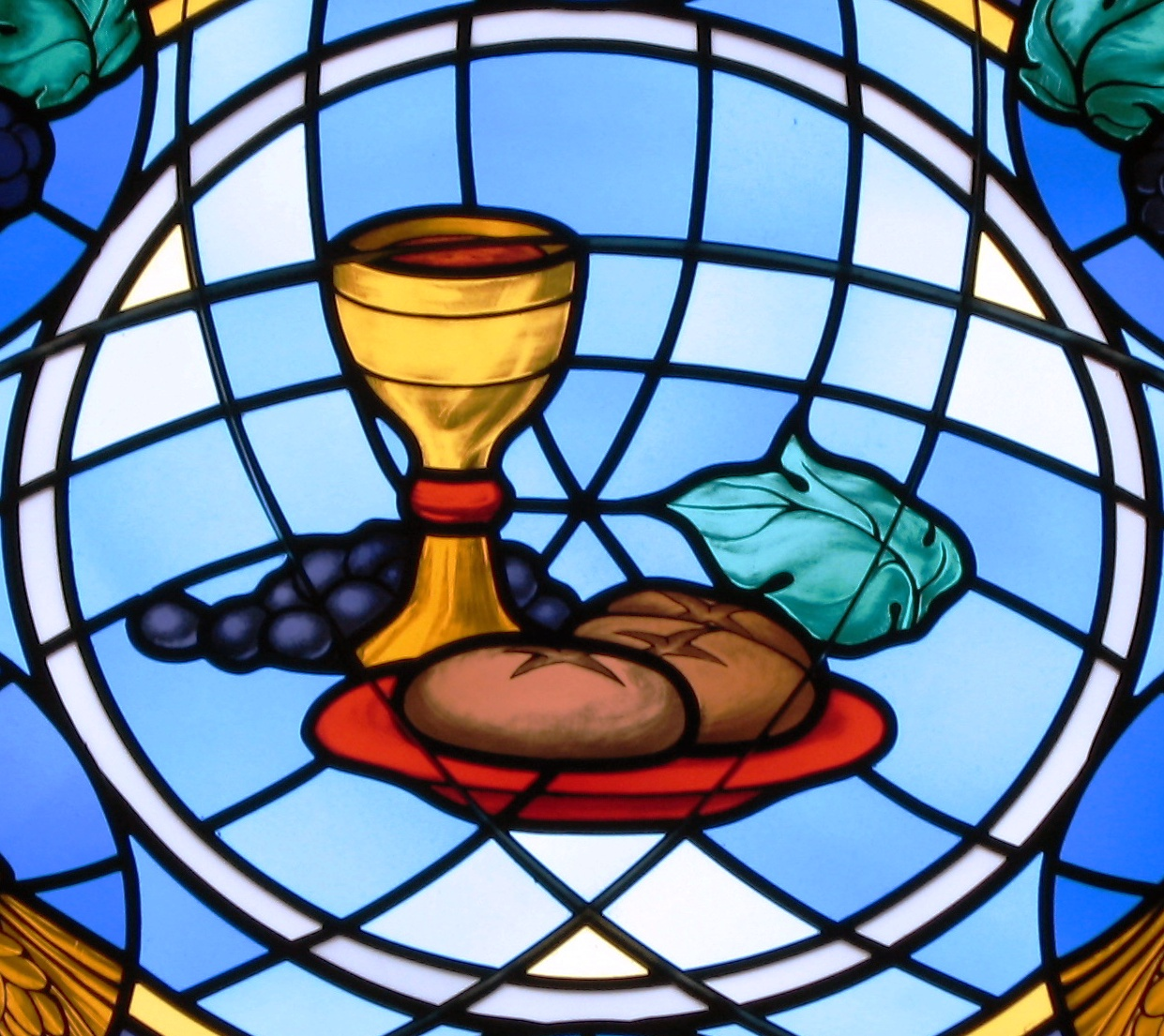
传统上，一般用饼与酒的图像代表圣餐（圣体与圣血）

聖餐或稱聖體聖事是基督教的重要禮儀及聖事。基督徒認為，聖餐的直接根據來自《新約聖經》。聖經中記載，耶穌基督在被釘十字架上死的晚上，與十二門徒共進逾越節晚餐。 
在基督教會建立之後，舉辦聖餐禮逐漸制度化。根據聖經的記載，哥林多教會在領聖餐時的態度，與聖餐本意相違，使徒保羅立即加以糾正（《哥林多前書》第11章第17节至第34节参） 。 
天主教及東正教視聖體聖事為七件聖事之一，天主教相信無酵餅和葡萄酒在神父祝聖時化成基督的身體與寶血（神學術語中稱之為「圣餐变体论」），新教一般不認同此觀點。

## 聖餐觀
大多數基督宗教的派別（包括一些否定餅同酒的成分有任何改變的人）都认为，基督是以某種特殊方式「臨在」聖餐中，但不同宗派的信徒對於「臨在」（拉丁語：Praesens）的性質、地點和具體時間，有不同看法。
天主教、東正教和東方正統教會认为，麵包和酒已經完全在本質上變為基督的身體和寶血。當中，天主教的聖餐觀稱為「變質說」：「餅酒以超乎我們理解的方式成為基督的體血。」
信義宗和歸正宗都相信，聖餐是一種「聖禮的聯合」。不過，信義宗相信，基督真正身體和真寶血，臨在真正的餅和酒當中，更強調基督的真身體和真寶血是在「餅酒之內，在餅酒之下，與餅酒同在」(In, with, under the bread and wine)，其聖餐觀稱為「同領說」或「真實臨在說」(Real Presence)。而歸正宗將基督的臨在視為一種「屬靈的臨在」(Spiritual Presence)：耶穌基督的身體和祂的寶血是臨在天上而不是在地上。
聖公宗信徒對聖餐各持不同立場，但官方《三十九條信綱》聖餐條文持接近歸正宗的看法，宣認基督的身體是在天上並在屬靈層面臨在，亦即信徒是藉著信心領受的。
至於福音派教會，教徒普遍認為聖餐只是一個象徵，用來記念耶穌基督的死亡。

### 天主教：變質說
天主教認為，聖体禮仪進行時，餅和酒會真實地變為耶穌基督的身體和血，基督再一次將自己獻上。因此，參與者是在分領基督的身體。天主教引用《若望福音》，認爲因吃人肉、喝人血在摩西律法是絕對不容许的，但基督衹在這一點不但沒有澄清，更重新說要吃他的肉和喝他的血才行。在特倫多大公會議，天主教宣佈：“藉著餅與酒的被祝聖，餅的整個實體，被轉變成為我主基督身體的實體；酒的整個實體，被轉變成為祂寶血的實體。這種轉變，天主教會恰當地、正確地稱之為餅酒的實體轉變。” 天主教徒稱此為圣体圣事或感恩聖事。

### 羅拉德派：合質說
它相信聖餐禮中基督的肉與血是和麵包與酒同在的，而不是通過彌撒轉換而成的。

### 东正教：变体说
東正教没有为圣餐礼的变化下任何完全官方定論，东正教会相信耶穌奥秘的親臨在聖餐中。就是说东正教会相信随着圣餐礼仪中饼酒被祝圣，其变成了基督的圣体和圣血（圣奥秘）。
一词 来形容圣礼 “变体论”（ 希腊语 μετουσίωσις 直到 15 世纪中叶，东正教的圣父们才使用 的奉献。 它首先 由Gennady Scholarius 从天主教文学中转移而来，将其用作传统教父术语“ 改变 ”（ 希腊语 μεταβολή ）和“转化”（ 希腊语 μεταποίημα ）的同义词。 同时，根纳季宗主教相信基督的身体不是实体的，而是神秘地存在于圣体圣事中 。 然而，这个词并没有扎根，直到 16 世纪末，这个词才再次开始在天主教教育机构接受教育的希腊神职人员中使用。 随后，在希腊地方议会中：1672 年在君士坦丁堡，1672 年在耶路撒冷，这一任期获得批准； 1691 年，在君士坦丁堡的地方议会中，所有否认“变体论”一词的人都遭到严厉的诅咒，甚至是永恒的诅咒  。 1691 年会议的决定被俄罗斯东正教教会采纳，并包含在莫斯科和全罗斯牧首的教义信息中 。 从那时起，“变体论”一词在东正教圣体圣事学中成为一个常用词：它被用于教会领袖的官方信息、宗教会议批准的信仰告白和教义手册等 。 目前，正统派人士对“变体论”一词的个人解释与天主教会的教义不同 ，但与新教教派的观点也有很大差异  。一些东正教神学家，例如阿列克谢·霍米亚科夫、 N. D. Uspensky和其他一些人，不接受“变体论”这个词，因为它在教父神学中不存在，并且缺乏对改变圣父赐予圣物的机制的解释他们在神圣的礼仪中被祝圣。 
在俄罗斯东正教会体系下有些非官方论调更认同天主教和信義宗部分信徒的质变或合质理论。在希腊东正教会体系下也有些非官方论调更趋近圣公会的真实临在理论。东正教的仪式为稱為“事奉聖禮”或“神聖禮儀”。简称为奉神式。在圣餐礼等仪式上，東正教会不與其他基督宗派共融，并且认为，东正教会进行这些仪式的方式是由使徒传承下来的，是純正的信仰。

### 信義宗：真實臨在說
信義宗根據聖經《福音書》及《哥林多前書》的教導，相信耶穌基督真正臨到聖餐當中(Real Presence)，意思是指基督真真正正在「（沒有改變的）餅與酒之內，與餅和酒同在，在餅和酒之下」(In, With and Under the bread and wine)，  是一種「聖禮的聯合」 。凡參與聖餐的人在領受餅和酒時，都同時領受主的真身體及真寶血，所以路德宗的聖餐觀也稱為「同領說」：
我們所祝福的杯，豈不是同領基督的血麼？我們所擘開的餅，豈不是同領基督的身體麼？（哥林多前書10:16）
主設立聖禮時，祂清楚說：「你們拿著吃，這是我的身體...你們都喝這個，因為這是我立約的血，為多人流出來，使罪得赦」（馬太福音26:26,28）。路德宗相信是耶穌基督這句話（而不是人的作為）讓基督臨在聖餐當中。當信徒領受主的真身體和寶血時，他們也同時領受罪的赦免（馬太福音26:28），並受安慰及被認定他們是屬於主的。非信徒若領受基督的身體和寶血，只會令他們被定罪：
因此，無論甚麼人若用不合適的態度吃主的餅，喝主的杯，就是得罪主的身體、主的血了。所以人應當省察自己，然後才吃這餅，喝這杯。因為那吃喝的人，如果不辨明是主的身體，就是吃喝定在自己的身上的罪了。（哥林多前書11:27-29）
因此，信義宗既不認同天主教的「變質說」 ，亦不認同一些學者所指的「合質說」。 

### 聖公宗：臨在說
由聖公宗主張，他們相信基督實際臨在於餅酒之中，稱為真實的臨在（Real presence），意思是當基督徒憑著信心來領受聖餐的時候，就實際地領受了基督的聖體及寶血。
十六世紀英國聖公宗神學之父Richard Hooker稱領聖餐為「分享基督」（participation of Christ），聖公會信徒認為聖餐禮除了是教會群體紀念基督之外，也是把人與基督聯合起來的途徑，他們認為通過吃聖餐可以分享基督的生命。

### 浸信宗：象徵說
慈運理、多數的浸信宗與耶和華見證人的主張，認為舉辦聖餐（主餐），是為紀念耶穌，同領餅酒也意謂主內同為肢體，幫助人堅定其意志，重新以該禮儀反思主的愛與犧牲。餅跟酒依然是餅跟酒，耶穌不會和餅跟酒同在，僅為象徵。因此通常並非每週舉行聖餐（主餐），有隔週一次、大多為每月一次，少部分更久。

### 歸正宗
加爾文歸正宗的主張介於路德和慈運理之間，認為聖餐中的餅跟杯仍屬物質，然而因為聖靈的光照，使信徒在領受聖餐時，既領受了物質上的餅與酒，同時也與餅與酒中的基督精神作了連結。

### 真耶穌教會：靈化說
確信無酵餅與葡萄汁經奉主耶穌聖名祝謝後，藉著聖靈的同在運行，使聖餐在聖靈裡改變成為主的肉和血；領受聖餐不但紀念做主死，且具奧秘性，有屬靈的功效，領受基督的生命，在聖靈裡與主聯合，將來復活的永生。

### 耶和華見證人
耶和華見證人將聖餐稱為「主的晚餐」，每年在猶太舊曆尼散月十四日日落以後舉行一次。耶和華見證人的聖餐觀和部分浸信會相同，認為這一儀式只是一個象徵，提醒信徒耶穌獻出自己在人間完美無罪的身體。耶和華見證人用無酵餅作聖餐、使用不添加香料、糖等成分的葡萄酒作聖血。

## 材料
因爲不同的教條，聖餐的主要材料取決於是哪一個教派；唯一一樣的是一種代表耶穌肉體的麵團，和一種代表耶穌的血的葡萄“酒”。 吃這餅，喝這杯的意義是：“表明主的死，直等到他來”。 
- 哥林多前書
  - 11:23 	我當日傳給你們的，原是從主領受的，就是主耶穌被賣的那一夜，拿起餅來，
  - 11:24 	祝謝了，就擘開，說：“這是我的身體，為你們捨的。你們應當如此行，為的是記念我。”
  - 11:25 	飯後，也照樣拿起杯來，說：“這杯是用我的血所立的新約。你們每逢喝的時候，要如此行，為的是記念我。”
  - 11:26 	你們每逢吃這餅，喝這杯，是表明主的死，直等到他來。
  - 11:27 	所以，無論何人不按理吃主的餅、喝主的杯，就是干犯主的身、主的血了。
  - 11:28 	人應當自己省察，然後吃這餅、喝這杯。
  - 11:29 	因為人吃喝，若不分辨是主的身體，就是吃喝自己的罪了。

- 希伯來書
  - 10:10 	我們憑這旨意，靠耶穌基督只一次獻上他的身體，就得以成聖。
  - 10:11 	凡祭司天天站著事奉　神，屢次獻上一樣的祭物，這祭物永不能除罪。
  - 10:12 	但基督獻了一次永遠的贖罪祭，就在　神的右邊坐下了。
  - 10:13 	從此等候他仇敵成了他的腳凳。
  - 10:14 	因為他一次獻祭，便叫那得以成聖的人永遠完全。

### 天主教
天主教聖体，用特製的許多小圓薄無酵餅為聖體，一人分領一個。另有紅葡萄酒（或白葡萄酒）為聖血。較正式的彌撒中，輔祭會持裝有聖血的聖爵立於司鐸側。
聖体的主要材料是無酵餅、葡萄酒和水。葡萄酒必須與水混合，乃紀念耶穌當日水血湧出之狀。無酵餅用麵粉加水製作而成，不加酵母或其他調味料，因為天主教繼承了猶太人的傳統，認為酵代表罪惡（《哥林多前書》第5章第6－8節）和一定要有筋麵粉。用作成聖血的飲料，必須用葡萄製成的葡萄酒，不可以用巴士德消毒法製成的葡萄汁。且用一杯，代表同領一個杯；但現在一般弥撒礼仪中只有神父领聖血。經祝聖後的餅和酒，已经聖化成基督的身體和血，故稱之為聖體、聖血，不再稱呼這些为餅和酒。天主教使用无酵饼作圣体和东正教使用有酵饼作圣体，是东西教会大分裂的主要原因之一。

### 東正教
東正教和天主教的不同，是一定要用有酵餅，因爲有酵餅象徵著復活的基督，和從舊約對有酵的忌諱劃清界限。他們也是用紅葡萄酒、水。謂此三者，乃紀念耶穌當日水血湧出之狀。跟天主教不同，信徒也要從聖杯中喝聖血（体血混合，由神父使用圣勺分给信徒，用口领受）。
东正教使用有酵餅作聖體和天主教使用无酵饼作圣体，是東西教會大分裂的主要原因之一。

### 新教
一些新教徒聲稱必須用葡萄製葡萄汁（太26:29），而不可用葡萄酒，因酒是經過發酵製成的，
- 信義宗（路德宗）：用餅和酒，餅的材料不拘，不論是大麥，小麥或米做的，有酵的，無小酵的，甜的，鹹的均可，或是刀切或手擘均無所謂；酒其分量，性質，顏色都可以。近來通用者大致是無酵薄餅，與葡萄酒。美國福音信義會，為了確保孩童與酒精過敏者等可以領聖杯，亦有提供葡萄汁，更為保證忌麩質者能領聖餅，而提供無麩質（Gluten Free）的麵包或餅。
- 歸正宗與浸信宗：一些教會主張，重視的是意義而非形式，可以用市售的餅和葡萄汁。（以克爾文與慈運理的神學為主，其中有长老会、浸信會及其他教派。）
- 真耶穌教會用葡萄汁和無酵餅，葡萄汁要現擠。而餅的材料是單純的麵粉和水，也必須是自製的。

## 領法

### 准备工作
有些教派在领圣体前的一小时内，不得进任何食物和饮料（水与药品除外，老人、幼童、病人也除外），稱為「聖體齋」。在東正教中，早上領聖體血之前，從半夜12點起就不能進任何食物和飲料了，水和藥品也禁止。如果在子夜領聖體血，則從18點起不能進任何食物和飲料了，水和藥品也禁止。也有些教派在受洗後才能領受，未受洗者、破門者及犯死罪者不得領受。

### 東正教
“當領聖餐，將三物（餅、酒、水）混合後，攪之一匙。”从这一句描述可以看出，他们在领饼的时候总是同时领酒。

### 天主教
在天主教會中，聖體聖事被視為聖禮，根據教會，聖體聖事是「整個基督徒生活的泉源與高峰」 至於其他聖 事，以及教會的一切職務和傳教事業，都與感恩(聖體)聖事緊密相 聯，並導向這聖事；因為至聖的感恩(聖體)聖事含有教會的全部屬神 寶藏，也就是基督自己，祂是我們的逾越」。   

#### 聖體聖事作為一種犧牲
对于天主教 在教會──基督的身體──的禮儀中，感恩祭是基督逾越的紀念， 是祂唯一祭獻的實現和聖事性的奉獻。 按照聖經的意義，紀念不但意指回憶往事，也是宣告天主為人類所 完成的奇跡異事。在舉行這些事件的禮儀時，這些事件透過某種方 式而得以臨在和實現。 每當教會舉行感恩祭時，就是 在紀念基督的逾越奧跡，這奧跡亦藉此而臨現：基督在十字架上一 次而永遠完成的祭獻萬古常新。 所以，感恩祭是祭獻，因為它使十字架的祭獻重現 (臨到現場)，因 為它是十字架祭獻的紀念，也因為它應用十字架祭獻的果實。
基督的祭獻和感恩祭的祭獻是一個獨一無二的祭獻：「所奉獻的祭品 是同一個，如今藉司祭的職務作奉獻的，和當時那位在十字架上作 自我奉獻的，是同一位，只是奉獻的方式不同而已」。「而且由於在 彌撒中所完成的這神聖祭獻裡，同一基督身在其中，以不流血方式 自作犧牲；祂昔日以流血方式在十字架的祭台上一次而永遠地奉獻 了自己……這祭獻是真正的贖價」。
只有那些有效領受聖秩的司祭，才能主持感恩祭，祝聖餅酒成為主 的體血 。

#### 耶穌是在聖體聖事
基督是藉著餅酒的轉變成為基督的體血，而親臨在這聖事裡。教父 們堅決確認這是教會的信仰：是基督的話及聖神的行動，有效地促 使「餅酒轉變成為基督的體血」。
特倫多大公會議綜合天主教的信仰，聲明說：「因為我們的救主基督 說過，祂在麵餅形內所奉獻的，真是祂自己的身體。所以，教會一 直確信，如今在這神聖大公會議，再度予以宣布：藉著餅與酒的被 祝聖，餅的整個實體，被轉變成為我主基督身體的實體；酒的整個 實體，被轉變成為祂寶血的實體。這種轉變，天主教會恰當地、正 確地稱之為餅酒的實體轉變 (transsubstantiation)」。     
基督在感恩 (聖體)聖事中的臨在，始於祝聖餅酒的那一刻；同時， 祝聖的餅酒形持續多久，基督的臨在就持續多久。基督是整個地、 完全地臨在於餅形及酒形內，而且是整個地、完全地臨在於每一分 之內，所以，擘餅並不把基督分開。 
根據天主教會的教義 只有處於恩典狀態（即沒有任何致命罪惡的情況下）的人才能接受聖餐。
根據哥林多前書11：27-29，它申明了以下幾點：誰省察到自己犯了死罪，卻沒有先 透過和好聖事而獲得寬赦，即使懷有很深的痛悔，也不可以領聖體，除非 他有充分的理由要領此聖事，但又無法找到聽告解者。
天主教的領主禮（領受共融）主要是在彌撒（或稱感恩祭）當中進行的。彌撒以外，亦可送聖體給無法參與聖祭的教友（如醫院及安老院裡的教友）。
按照天主教的教律，信徒可以選擇只領聖體，不領聖血，因為：天主教會相信，麵餅或葡萄酒經祝聖後，已蘊含整個基督。以往只有主禮的司鐸才可在彌撒中領聖血，但第二次梵蒂岡大公會議後的禮儀，准許參禮信徒在一些特殊慶典中亦可兼領聖體聖血；不同教區亦對此訂定不同習慣。而現在某些教堂在平日彌撒也可兼領聖體聖血。
- 手領：（獲宗座認可的主教團地區）
  - 信徒以十字座寶型，用手領受聖體，侍立在旁的司鐸或執事或送聖體員說“基督聖體”，信徒回答“阿们”；

- 口領：
  - 神父（或送聖體員）將聖體（或先將聖體蘸聖血）放在信徒的舌頭上，司鐸或執事說“基督聖體”或“基督聖體聖血”，信徒回答“阿們”。

若司鐸或執事或送聖體員兼送聖體和聖血時，不可把蘸了聖血的聖體放在信徒手上，而應放在信徒口中。
領受共融後，信徒回位作個人祈禱“感謝聖體”，然後主禮带領“領聖體後經（領主後經）”。在舊式教堂祭台前有一排欄杆，信眾跪在欄前領受聖體。這種第二次梵蒂岡大公會議以前的習慣，隨著教宗本篤十六世上任，似有被恢復的趨勢。

### 路德宗
路德宗相信所有參與聖餐的人在領受餅和酒時，同時領受主耶穌基督的身體及寶血–基督在沒有改變的餅與酒之內，與餅和酒同在，在餅和酒之下（哥林多前書10:16）。是耶穌基督設立聖禮的話（「這是我的身體。這是我立約的血，為多人流出來，使罪得赦」）讓基督臨在聖餐當中，而不是人的作為。當信徒領受主的真身體和寶血時，他們也同時領受罪的赦免（馬太福音26:28），並受安慰及被認定他們是屬於主的。

### 改革宗
在領圣餐之前，主領者会讲述耶稣的经历；先祝謝餅，後祝謝杯。有些教會聲稱餅要擘開領受，但也有教會以普通餅乾代替。

## 限制

### 新教

#### 認信路德宗
- 所有參與聖餐的人在領受餅和酒時，同時領受主的身體及寶血–基督在沒有改變的餅與酒之內，與餅和酒同在，在餅和酒之下（哥林多前書10:16）
- 非信徒和否認基督臨在聖餐當中的信徒，若領受基督的身體和寶血，只會令他們被定罪（哥林多前書11:27-29）。
- 拒絕接受改革宗教導中「不信者在領聖餐時，耶穌的身體和寶血沒有臨在聖餐」的看法。
- 拒絕接受天主教「變質說」（餅和酒在聖餐中完全變成基督的身體和寶血）。認信路德宗認為，聖經教導領受餅和酒的同時；也領受基督的身體和寶血（哥林多前書10:16）。

### 东正教
- 普通信徒可以同領圣餐，受洗後的東正教小孩子也可以領受。
- 非東正教的基督徒、慕道者、教外人不能在仪式中領取。
- 配偶为非基督徒的東正教信徒不能領取。（此點并无严格遵守。）
- 俄罗斯正教会的平信徒如果领圣餐前有罪且没有忏悔，不能领圣体圣血。
- 在领受圣体前前的午夜，不准吃固体或流质食物，清水也不可，称为圣体斋。
- 所有教友，每年必须至少领一次圣体。

### 天主教
- 《救贖聖事訓令》：92.每位信友常有權利選擇用口恭領聖體。在主教團獲宗座認可准予手領聖體的地區，如領聖體者欲以手領方式領受，則必須為他送聖體。不過應格外留意的是，領聖體者應即時在送聖體員面前領下聖體，以免有人用手把聖體帶走。假若有褻瀆聖體的危險，則不應以手領方式分送聖體。
- 已经受过洗礼的天主教小孩，要先上初領聖體班，做修和聖事（告解）后才可以初领聖體，在此之前他们可以参与彌撒但不可領聖體，由神父為他們祝福。
- 犯重罪的信徒，要先辦妥修和聖事才可領受圣體。
- 《天主教法典》844條3項规定，東正教徒如果自動請求，并有相稱的準備，天主教神职人員可以合法地為他們施行懺悔、聖體和病人傅油聖事，所以东正教徒是可以领受天主教的聖體的。这項規定也適用於其他教派的人士，但該教派的聖事實際情況，須依教宗的判斷。(但東正教會，從來不容許東正教徒在天主教領聖體。)
- 但是，若該位東正教徒是天主教徒改宗的，即他的身分由天主教轉往東正教，則不能在天主教內領受聖體聖事，因為他已清楚表達拒絕天主教信仰。
- 非天主教的新教徒（主要指改革宗）、慕道友、非基督教不可領聖體。
- 當天已領過聖體的教友，可於同一天內，在他們所參與的另一次感恩祭中再領聖體。
- 在領受聖體前一小時不准吃固體或流質食物，但可喝清水及藥物，称为聖體齋，老年人、病人及照顅其者，可以不守聖體齋。
- 所有已經過初領聖體的教友，每年必須至少領一次聖體。
- 领聖體一般在感恩祭之中，但信徒也可以在感恩祭之外要求领聖體，这需要有合理的理由并遵照有關的禮儀。
- 《天主教法典》844條2項規定：“如有需要，或有真實神益的要求，只要能避免錯誤和信仰無差別論的危險，天主教徒在實際找不到或難以找到天主教聖職人員的情形下，可合法地由非天主教的聖職人員領受懺悔、聖體和病人傅油聖事，但上述聖事須在該教會內有效。”(東正教會是不容許向非東正教徒施行聖事。)
- 離婚、再婚的教友及與離婚者結婚而尚未獲教會解取前一段婚約及補禮的教友，不可領受聖體聖事
- 未得教會批准，而自行不在聖堂結婚的教友（即使只是一方是教友），在未補禮及未辦妥有關手續時不可領受聖體聖事。

## 各基督宗教對互領共融聖事的原則

### 天主教與東正教
- 要達到全面的共融，必要在信仰、體制（聖統制及教會生活）和聖事三方面相通。
- 雖然雙方都有善意和努力去促進合一，作出貢獻，但事實上，目前兩個教會仍沒有全面共融。
- 雙方教會都認同在教會全面共融後，才可互領聖事，尤其聖體聖事作為共融合一的有效標記和體現。
- 原則上不建議非教友在共融禮時領受降福，事實上默許。[39][40]

### 聖公宗
- 曾规定未领堅振但已领洗的聖公會信徒不得领圣餐，但现在已廢除。
- 允許其他宗派的基督徒在仪式中領圣餐。
- 非基督徒不得領受，可領受祝福。

### 路德宗
- 信義宗（即路德宗）根據聖經原文指出在聖經的教義上合一並承認信仰一致的信徒，才能同參與聖餐。[41][42] 部分信義會並未強制要求已受洗者才能領聖餐，但牧師會說明若不明白聖餐意義而有疑慮者，可以向牧師領受祝福但暫不領聖餐。

### 改革宗
- 非信徒、未接受洗禮者不得領受。
- 允許不同宗派的基督徒來領聖餐，甚至舉行聯合聖餐禮。

### 救世軍
- 持守聖餐禮，但只在特定節日，因其現在不為人施行水禮，宣誓禮代替.凡願蒙恩者皆可憑信可以領聖餐。

## 外部連結
- 南亞路德會的聖餐禮 （页面存档备份，存于）
- 天主教思高聖經－格林多前書